# Regiocom
Regiocom (Eigenschreibweise: regiocom) ist ein deutsches Dienstleistungsunternehmen, das auf Call-Center-Service und Softwareentwicklung sowie IT-Betriebsleistungen spezialisiert ist. Das Unternehmen ist ein sogenannter Full-Service-Provider, der im Auftrag von Großunternehmen und Konzernen komplette Geschäftsbereiche als Outsourcing-Partner betreibt. Der Unternehmenssitz befindet sich in Magdeburg. Das Unternehmen ist an mehr als 20 Standorten vertreten, darunter auch in Österreich, Bulgarien, Griechenland und der Türkei.

## Geschichte
Regiocom wurde 1996 in Barleben bei Magdeburg von Klemens Gutmann, Sebastian Kerz und Joan Dyckhoff-Schlieker gegründet. Zu dieser Zeit hatten Gutmann und Dyckhoff-Schlieker bereits als Gründer der Teleport Sachsen-Anhalt GmbH drei Jahre Branchenerfahrung gesammelt. Ziel von Regiocom war es, einen regionalen Telefon- und Datendienstanbieter aufzubauen. 50,0 % der Anteile hielt damals die PreussenElektra-Tochter EVM 8 (später Avacon). Im Jahr 2014 übernahmen die drei Gründer diese Anteile zurück.
In den Jahren 1999–2002 erfolgte der Wechsel von der Telekommunikation in die Energiewirtschaft. Ab 2009 arbeitete das Unternehmen mit einer selbst entwickelten SAP-basierten Abrechnungsplattform und einem eigenen Rechenzentrum für die neu entstandenen Energielieferanten.
Am 10. März 2017 kam es zur Übernahme der deutlich größeren snt AG. Mit der Übernahme wuchs Regiocom auf 5.200 Mitarbeiter. Damit erweiterte sich das regiocom Unternehmensportfolio um weitere Branchen, die unter dem Firmennamen snt-regiocom mit Call Center-Dienstleistungen bedient wurden.
Im Januar 2023 gibt das Unternehmen bekannt, dass die Kundenservicesparte künftig unter dem Namen regiocom Customer Care firmiert, der Bereich der Energiemarktdienstleistungen unter dem Namen regiocom Energie.

### Unternehmensbereiche
- Customer Care & Support
- Business Process Outsourcing
- Softwareentwicklung
- Cloud & IT-Services
- Tochterunternehmen

## Hauptsitz
Der Hauptsitz des Unternehmens befindet sich in Magdeburg im Gebäude der ehemaligen SKET-Hauptverwaltung, das 2009 von Regiocom erworben wurde. Das Gebäude gehörte bis 1951 zum Krupp-Gruson-Werk Magdeburg, einem Teil des Krupp-Konzerns.